# Stoinovskoto, Loveci
Stoinovskoto (în bulgară Стойновското) este un sat în comuna Troian, regiunea Loveci,  Bulgaria. 

## Demografie
Componența etnică a satului Stoinovskoto
     Bulgari (76,36%)
     Nicio identificare (23,63%)
     Altele (0%)
La recensământul din 2011, populația satului Stoinovskoto era de 55 locuitori. Din punct de vedere etnic, majoritatea locuitorilor (76,36%) erau bulgari. Pentru 23,63% din locuitori nu este cunoscută apartenența etnică.